# Frank Neubacher
Frank Neubacher (* 1965 in Koblenz) ist ein deutscher Rechtswissenschaftler und Kriminologe.

## Leben
Nach Abitur und Wehrdienst studierte Neubacher Rechtswissenschaft, Politikwissenschaft und Neuere Geschichte an der Universität Bonn und an der Universität München. Er beendete das Jura-Studium mit dem ersten Staatsexamen und legte nach dem Referendariat auch das zweite juristische Staatsexamen ab. Das Studium der Politikwissenschaft schloss er mit dem Magister-Examen ab. Während seiner Referendarszeit am Landgericht Bonn war er bei der Crime Prevention and Criminal Justice Division der Vereinten Nationen in Wien tätig. 1997 promovierte er an der Universität Bonn mit einer kriminologischen Untersuchung über fremdenfeindliche Brandanschläge.
Von 1997 bis 2004 war Neubacher als Wissenschaftlicher Angestellter, später als Wissenschaftlicher Assistent am kriminologischen Institut der Universität zu Köln beschäftigt, wo er sich 2003 habilitierte. 2004 vertrat er in Köln einen Lehrstuhl für Strafrecht und Strafprozessrecht und wurde zum Wissenschaftlichen Oberassistenten ernannt. Von 2005 bis 2006 war er Vertretungsprofessor an der Technischen Universität Dresden. Von 2006 bis 2009 war er Professor für Strafrecht und Kriminologie an der Friedrich-Schiller-Universität Jena. Seit dem Wintersemester 2009/2010 leitet Neubacher das Institut für Kriminologie der Universität zu Köln.

## Schriften (Auswahl)
- Kriminologie. 5. Auflage, Nomos-Verlag, Baden-Baden 2023, ISBN 978-3-8487-3036-0.
- Jugendkriminalität. Eine systematische Darstellung. 4. Auflage, Boorberg, Stuttgart 2011, ISBN  	978-3-415-04693-1 (mit Michael Walter).
- Gewalt hinter Gittern. Möglichkeiten und Grenzen der Kriminalprävention im Strafvollzug. Boorberg, Stuttgart 2008, ISBN 978-3-415-04041-0.
- Kriminologische Grundlagen einer internationalen Strafgerichtsbarkeit. Politische Ideen- und Dogmengeschichte, kriminalwissenschaftliche Legitimation, strafrechtliche Perspektiven. Mohr Siebeck, Tübingen 2005, ISBN 978-3-16-148477-3.